# IJF World Tour 2025
Il IJF World Tour 2025 è la dicessettesima edizione del circuito dell'International Judo Federation, composto da una serie di tornei internazionali di judo.

È iniziato il 1º febbraio e si concluderà il 7 dicembre, è composto da 14 tappe in 14 stati diversi situati in Europa, Asia e Oceania. 
Durante questa edizione si sono volte le seguenti competizioni:
- 1 campionato del mondo
- 9 Grand Slam
- 4 Grand Prix

## I tornei
| Nº | Torneo                      | Sede                           | Data                   | Resoconto | Rif.   |
| -- | --------------------------- | ------------------------------ | ---------------------- | --------- | ------ |
| 1  | Paris Grand Slam            | Francia, Parigi                | 01 - 02 febbraio       | resoconto | [ 1 ]  |
| 2  | Baku Grand Slam             | Azerbaigian, Baku              | 14 - 16 febbraio       | resoconto | [ 2 ]  |
| 3  | Tashkent Grand Slam         | Uzbekistan, Tashkent           | 28 febbraio - 02 marzo | resoconto | [ 3 ]  |
| 4  | Upper Austria Grand Prix    | Austria, Linz                  | 07 - 09 marzo          | resoconto | [ 4 ]  |
| 5  | Tbilisi Grand Slam          | Georgia, Tbilisi               | 21 - 23 marzo          | resoconto | [ 5 ]  |
| 6  | Dushanbe Grand Slam         | Tagikistan, Dušanbe            | 02 - 04 maggio         | resoconto | [ 6 ]  |
| 7  | Qazaqstan Barysy Grand Slam | Kazakistan, Astana             | 09 - 11 maggio         | resoconto | [ 7 ]  |
| 8  | World Championships Seniors | Ungheria, Budapest             | 13 - 19 giugno         | resoconto | [ 8 ]  |
| 9  | Ulaanbaatar Grand Slam      | Mongolia, Ulan Bator           | 25 - 27 luglio         | resoconto | [ 9 ]  |
| 10 | Abu Dhabi Grand Slam        | Emirati Arabi Uniti, Abu Dhabi | 17 - 19 ottobre        | resoconto | [ 10 ] |
| 11 | Gold Coast Oceania Open     | Australia, Gold Coast          | 01 - 02 novembre       | resoconto | [ 11 ] |
| 12 | Portugal Grand Prix         | Portogallo, TBC                | TBD                    | resoconto | [ 12 ] |
| 13 | Zagreb Grand Prix           | Croazia, Zagabria              | 14 - 16 novembre       | resoconto | [ 13 ] |
| 14 | Tokyo Grand Slam            | Giappone, Tokyo                | 06 - 07 dicembre       | resoconto | [ 14 ] |